# アルディーティ (特殊部隊)
アルディーティ（イタリア語:  Arditi）は、第一次世界大戦で活躍したイタリアの特殊部隊。塹壕戦における白兵戦に特化した彼らは、塹壕の突破に大きく活躍した。アルディーティは「勝利か全滅か」という標語の元で活動しており、猛烈な攻撃を繰り返したため一度の攻撃で部隊30%の兵士が死傷する事が多々あった。彼らは頻繁に白兵戦用の特徴的な装甲を身に纏っていたため、彼らがアルディーティである事は、すぐに知ることができた。